# Municipalità di Oni
La municipalità di Oni (in georgiano ონის მუნიციპალიტეტი?) è una municipalità georgiana di Rach'a-Lechkhumi e Kvemo Svaneti.
Nel censimento del 2002 la popolazione si attestava a 9 277 abitanti. Nel 2014 il numero risultava essere 6 130.
La cittadina di Oni è il centro amministrativo della municipalità, la quale si estende su un'area di 1712 km².

## Popolazione
Dal censimento del 2014 la municipalità risultava costituita al 99,1% da persone di etnia georgiana.

## Luoghi d'interesse
- Gebi
- Shovi
- Sinagoga di Oni
- Cattedrale di Mravaldzali